# Uberto di Cocconato
Uberto di Cocconato  (né  à  Cocconato au Piémont, Italie, et mort  le 13  juillet 1276) est un cardinal italien du XIIIe siècle. 

## Biographie
Le pape Urbain IV le crée cardinal lors du consistoire du 17 décembre 1261.  
Le cardinal di Cocconato  participe pas à l'élection papale de 1264-1265, lors de laquelle Clément IV est élu et à  l'élection de 1268-1271 (élection de Grégoire X). Il participe au premier conclave de 1276, lors duquel Innocent V est élu, au deuxième  conclave de 1276 (élection d'Adrien V. Il fait partie du groupe qui s'oppose à l'influence croissante de Charles d'Anjou.